# Сем Ларссон
Сем Ларссон (швед. Sam Larsson, нар. 10 квітня 1993, Гетеборг) — шведський футболіст, нападник турецького клубу «Антальяспор».
Виступав, зокрема, за клуби «Гетеборг», «Геренвен» та «Феєнорд», а також національну збірну Швеції.

## Клубна кар'єра
У дорослому футболі дебютував 2012 року виступами за команду клубу «Гетеборг», в якій провів два сезони, взявши участь у 49 матчах чемпіонату. Більшість часу, проведеного у складі «Гетеборга», був основним гравцем атакувальної ланки команди.
Своєю грою за цю команду привернув увагу представників тренерського штабу клубу «Геренвен», до складу якого приєднався 2014 року. Відіграв за команду з Геренвена наступні три сезони своєї ігрової кар'єри. Граючи у складі «Геренвена» також здебільшого виходив на поле в основному складі команди.
До складу клубу «Феєнорд» приєднався 2017 року. 

## Виступи за збірні
У 2012 році дебютував у складі юнацької збірної Швеції, взяв участь у 3 іграх на юнацькому рівні.
Протягом 2013–2015 років залучався до складу молодіжної збірної Швеції. На молодіжному рівні зіграв у 10 офіційних матчах, забив 1 гол.
У 2016 році дебютував в офіційних матчах у складі національної збірної Швеції.

## Титули і досягнення
- Володар Кубка Швеції (1):

«Гетеборг»: 2012-13
- Володар Кубка Нідерландів (1):

«Феєнорд»: 2017-18
- Володар Суперкубка Нідерландів (1):

«Феєнорд»: 2018
- Чемпіон Європи (U-21): 2015